# Minibar

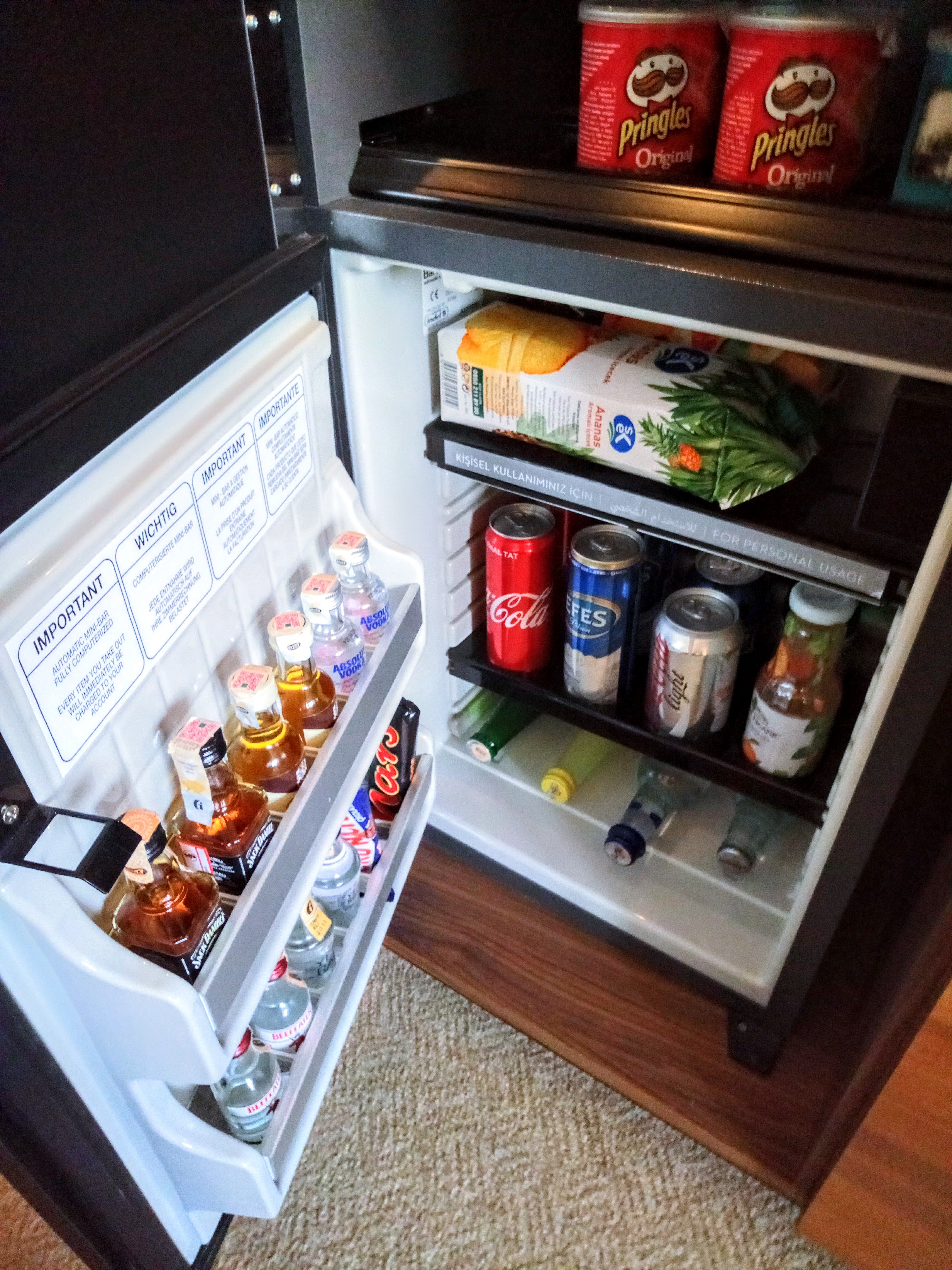
Minibar lleno de bebidas. Este minibar detecta la extracción de cualquier producto y le cobra al huésped instantáneamente, incluso si el producto no es consumido.

Un minibar o frigobar es un refrigerador pequeño que puede encontrarse en habitaciones de hotel, albergues transitorios o cruceros. Normalmente se trata de un refrigerador por absorción. El personal del establecimiento lo llena con bebidas y alimentos para que el huésped pueda adquirir estos productos durante su estancia sin moverse de su habitación. Suele tener un inventario preciso de los productos a disposición y una lista de precios, aunque también es posible que cada producto esté marcado individualmente con su precio. Al momento de retirarse, al huésped se le pregunta por los productos consumidos y se le cobran antes de que abandone el establecimiento. Los minibares más nuevos usan tecnología infrarroja o algún otro método automatizado para registrar el consumo de productos. Estos detectan la extracción de un producto y lo cargan a la tarjeta de crédito del huésped enseguida, incluso si el producto no es consumido. El objetivo es prevenir la pérdida de productos y los robos.
Al minibar se lo llena generalmente con bebidas alcohólicas, jugos, agua mineral y gaseosas. También puede haber golosinas, chocolates, galletas, snacks, crackers, y otros bocados pequeños. Los precios de los productos son generalmente mucho más caros que en una tienda.
El primer minibar del mundo fue instalado en el Hong Kong Hilton Hotel por Robert Arnold en 1974. En los meses que siguieron a la instalación del minibar las ventas de bebidas en la habitación aumentaron un 500% y la ganancia generales anual del Hong Kong Hilton lo hizo un 5%. Al año siguiente el Grupo Hilton expandió el concepto del minibar a todos sus hoteles.